# Olívio Câmara
Olívio Dornelas Câmara (Recife, 19 de setembro de 1884 - Fortaleza, 10 de setembro de 1957) foi magistrado e político brasileiro. Foi Secretário do Interior do Ceará na interventoria do major Carneiro de Mendonça, o qual substituiu interinamente várias vezes. Foi também presidente do Tribunal Regional Eleitoral e do Tribunal de Justiça daquele estado.

## Biografia
Nasceu no Recife, Pernambuco, filho de Belarmina da Silva Dornelas Câmara e de Marcolino Dornelas Câmara Júnior (1857-1903), também magistrado. Pelo lado materno, era sobrinho do escritor Artur Orlando da Silva.
Bacharelou-se pela Faculdade de Direito de Recife em 1904 e, já no ano seguinte, foi nomeado juiz substituto do termo de Itapipoca, cargo que exerceu até outubro do ano seguinte, quando, a pedido, foi transferido para o termo de São Francisco, no qual esteve por dois anos. Em 5 de dezembro de 1908, a pedido, foi removido para o termo de Lavras da Mangabeira, mas logo em julho de 1909, pediu para voltar para São Francisco (hoje Itapajé), onde, em setembro de 1910, foi nomeado Juiz de Direito. Após quase cinco anos à frente daquela comarca, foi removido, por acesso, à do Aracati, mas só assumiu o exercício mais de dez anos depois, em agosto de 1926, tendo sido nomeado desembargador, ao lado de Abner de Vasconcelos.
Em 1928, ao lado dos desembargadores Abner de Vasconcelos, Clodoaldo Pinto, Olavo Oliveira e José Martins, tornou-se redator da revista de juriscultura Ceará Judiciário. Em 22 de setembro de 1931, em decorrência do Golpe de 1930, assumiu o cargo de interventor federal do estado do Ceará o capitão Roberto Carlos Vasco Carneiro de Mendonça, o qual, logo em seu dia de posse, decretou a nomeação de Olívio Câmara como seu Secretário do Interior.
Devido ao fato de ter de viajar à capital federal, em 26 de fevereiro de 1932, o interventor Carneiro de Mendonça transmite o exercício de seu cargo a Olívio. O desembargador viria a substituir o interventor federal novamente em dezembro daquele ano. Durante esse período em que esteve à frente do governo estadual, ocorreu a instalação do Arquivo Público na rua 24 de maio, no centro da capital. No ano de 1933, voltou várias vezes a assumir a interventoria interinamente, até que, em 15 de julho de 1934, encontrando-se mais uma vez substituindo Carneiro de Mendonça, teve que ceder o cargo ao então Secretário da Fazenda, George Cavalcante, pois, em vista da nova Constituição, não poderia exercer outras funções além das de magistrado.
Em 1936, tornou-se vice-presidente do Tribunal de apelação do estado e, no ano seguinte, assumiu a presidência, cargo que exerceu até 1944. Nesse ano, em 29 de julho, em Messejana, foi criado o Hospital-Colônia Desembargador Olívio Câmara, cuja função é abrigar portadores de deficiência mental abandonados.
Assumiu a presidência do Tribunal Regional Eleitoral do Estado do Ceará, em 14 de outubro de 1950, em sucessão ao desembargador Daniel Augusto Lopes e, em 21 de dezembro de 1951, na última reunião do Tribunal de Justiça do Ceará naquele ano, membro do Conselho Disciplinar de Magistratura, ao lado de Arnauld Baltar. Em 30 de dezembro de 1953, foi escolhido diretor do foro do mesmo tribunal.
Foi casado com Violeta Pompeu Dornelas Câmara (1889-1933), filha do engenheiro matemático Hildebrando Pompeu e neta do ex-senador Tomás Pompeu de Sousa Brasil. Eles não tiveram filhos sobreviventes.
Olívio Câmara faleceu aos 73 anos, na capital cearense. Atualmente, além do já citado abrigo para doentes mentais, o desembargador dá seu nome a uma rua no bairro José Bonifácio, e o edifício onde funciona o Tribunal Regional Eleitoral, em Fortaleza.